# Circuito de Baloncesto de la Costa del Pacífico 2024
La temporada 2024 de Chevron CIBACOPA es la vigésima cuarta edición del Circuito de Baloncesto de la Costa del Pacífico. El torneo comenzó el 1 de marzo de 2024  con diez equipos de los estados de Baja California, Ciudad de México, Jalisco, Sinaloa y Sonora.
Para esta temporada regresa el equipo de los Frayles de Guasave y los Ángeles de la Ciudad de México hacen su debut.

## Equipos
| Circuito de Baloncesto de la Costa del Pacífico 2024 |           |                                 |                          |                                        |           |
| Equipo                                               | Fundación | Entrenador                      | Ciudad                   | Pabellón                               | Capacidad |
| Ángeles de Ciudad de México                          | 2023      | Gustavo Quintero Pereda         | Ciudad de México         | Gimnasio Olímpico Juan de la Barrera   | 4,352     |
| Astros de Jalisco                                    | 2019      | Jorge Elorduy Astigarraga       | Guadalajara, Jalisco     | Arena Astros                           | 4,500     |
| Caballeros de Culiacán                               | 2001      | Juan Manuel Nardini             | Culiacán, Sinaloa        | Polideportivo Juan S Millán            | 1,810     |
| Frayles de Guasave                                   | 2001      | Lucas Martín Zurita             | Guasave, Sinaloa         | Gimnasio "Luis Estrada Medina"         | 1,500     |
| Halcones de Ciudad Obregón                           | 2016      | Guillermo Narvarte              | Ciudad Obregón, Sonora   | Arena ITSON                            | 3,800     |
| Ostioneros de Guaymas                                | 2008      | Ben Sanders                     | Guaymas, Sonora          | Gimnasio Municipal de Guaymas          | 1,200     |
| Pioneros de Los Mochis                               | 2001      | Derrick Samuel Alston           | Los Mochis, Sinaloa      | Centro de Usos Múltiples de Los Mochis | 3,000     |
| Rayos de Hermosillo                                  | 2009      | Walter McCarthy                 | Hermosillo, Sonora       | Arena Sonora                           | 3,500     |
| Venados de Mazatlán                                  | 2015      | Derrick Dewayne Allen           | Mazatlán, Sinaloa        | Lobo Dome                              | 2,500     |
| Zonkeys de Tijuana                                   | 2010      | Enrique Alejandro Zuñiga Castro | Tijuana, Baja California | Auditorio Zonkeys                      | 3,000     |

## Temporada 2024

### Resultados
| Temporada 2024             | Temporada 2024 | Temporada 2024             | Temporada 2024                         | Temporada 2024 | Temporada 2024 |
| Local                      | Resultado      | Visitante                  | Sede                                   | Fecha          | Hora local     |
| -------------------------- | -------------- | -------------------------- | -------------------------------------- | -------------- | -------------- |
| Astros de Jalisco          | 77-72          | Frayles de Guasave         | Arena Astros                           | 1 marzo        | 20:15          |
| Caballeros de Culiacán     | 83-72          | Venados de Mazatlán        | Polideportivo Juan S Millán            | 1 marzo        | 20:20          |
| Rayos de Hermosillo        | 91-86          | Ostioneros de Guaymas      | Arena Sonora                           | 1 marzo        | 20:30          |
| Zonkeys de Tijuana         | 89-77          | Halcones de Ciudad Obregón | Auditorio Zonkeys                      | 1 marzo        | 20:30          |
| Ángeles de CDMX            | 90-98          | Pioneros de Los Mochis     | Gimnasio Olímpico Juan de la Barrera   | 2 marzo        | 18:00          |
| Astros de Jalisco          | 106-83         | Frayles de Guasave         | Arena Astros                           | 2 marzo        | 18:15          |
| Venados de Mazatlán        | 91-74          | Caballeros de Culiacán     | Lobo Dome                              | 2 marzo        | 19:00          |
| Ostioneros de Guaymas      | 87-92          | Rayos de Hermosillo        | Gimnasio Municipal de Guaymas          | 2 marzo        | 20:30          |
| Zonkeys de Tijuana         | 84-72          | Halcones de Ciudad Obregón | Auditorio Zonkeys                      | 2 marzo        | 19:45          |
| Ángeles de CDMX            | 115-97         | Pioneros de Los Mochis     | Gimnasio Olímpico Juan de la Barrera   | 3 marzo        | 16:00          |
| Halcones de Ciudad Obregón | 83-75          | Ostioneros de Guaymas      | Arena ITSON                            | 4 marzo        | 20:30          |
| Halcones de Ciudad Obregón | 97-90          | Ostioneros de Guaymas      | Arena ITSON                            | 5 marzo        | 20:15          |
| Astros de Jalisco          | 89-76          | Ángeles de CDMX            | Arena Astros                           | 5 marzo        | 20:15          |
| Caballeros de Culiacán     | 78-88          | Zonkeys de Tijuana         | Polideportivo Juan S Millán            | 5 marzo        | 20:15          |
| Pioneros de Los Mochis     | 96-88          | Venados de Mazatlán        | Centro de Usos Múltiples de Los Mochis | 5 marzo        | 20:20          |
| Frayles de Guasave         | 81-83          | Rayos de Hermosillo        | Gimnasio "Luis Estrada Medina"         | 5 marzo        | 20:30          |
| Astros de Jalisco          | 110-102        | Ángeles de CDMX            | Arena Astros                           | 6 marzo        | 20:15          |
| Pioneros de Los Mochis     | 87-112         | Venados de Mazatlán        | Centro de Usos Múltiples de Los Mochis | 6 marzo        | 20:15          |
| Caballeros de Culiacán     | 81-88          | Zonkeys de Tijuana         | Polideportivo Juan S Millán            | 6 marzo        | 20:15          |
| Frayles de Guasave         | 90-92          | Rayos de Hermosillo        | Gimnasio "Luis Estrada Medina"         | 6 marzo        | 20:15          |
| Ángeles de CDMX            | 89-91          | Halcones de Ciudad Obregón | Gimnasio Olímpico Juan de la Barrera   | 8 marzo        | 19:45          |
| Venados de Mazatlán        | 91-109         | Rayos de Hermosillo        | Lobo Dome                              | 8 marzo        | 20:15          |
| Pioneros de Los Mochis     | 82-86          | Astros de Jalisco          | Centro de Usos Múltiples de Los Mochis | 8 marzo        | 20:15          |
| Ostioneros de Guaymas      | 89-84          | Caballeros de Culiacán     | Gimnasio Municipal de Guaymas          | 8 marzo        | 20:15          |
| Frayles de Guasave         | 110-100        | Zonkeys de Tijuana         | Gimnasio "Luis Estrada Medina"         | 8 marzo        | 20:45          |
| Ángeles de CDMX            | 102-86         | Halcones de Ciudad Obregón | Gimnasio Olímpico Juan de la Barrera   | 9 marzo        | 18:00          |
| Venados de Mazatlán        | 86-79          | Rayos de Hermosillo        | Lobo Dome                              | 9 marzo        | 18:15          |
| Pioneros de Los Mochis     | 75-86          | Astros de Jalisco          | Centro de Usos Múltiples de Los Mochis | 9 marzo        | 19:15          |
| Ostioneros de Guaymas      | 104-102        | Caballeros de Culiacán     | Gimnasio Municipal de Guaymas          | 9 marzo        | 20:15          |
| Frayles de Guasave         | 93-113         | Zonkeys de Tijuana         | Gimnasio "Luis Estrada Medina"         | 9 marzo        | 20:15          |
| Zonkeys de Tijuana         | 95-86          | Pioneros de Los Mochis     | Auditorio Zonkeys                      | 11 marzo       | 19:45          |
| Zonkeys de Tijuana         | 87-79          | Pioneros de Los Mochis     | Auditorio Zonkeys                      | 12 marzo       | 19:45          |
| Halcones de Ciudad Obregón | 93-91          | Astros de Jalisco          | Arena ITSON                            | 12 marzo       | 20:15          |
| Halcones de Ciudad Obregón | 99-91          | Astros de Jalisco          | Arena ITSON                            | 13 marzo       | 20:15          |
| Astros de Jalisco          | 94-76          | Ostioneros de Guaymas      | Arena Astros                           | 15 marzo       | 20:15          |
| Venados de Mazatlán        | 91-85          | Zonkeys de Tijuana         | Lobo Dome                              | 15 marzo       | 20:15          |
| Caballeros de Culiacán     | 74-95          | Ángeles de CDMX            | Polideportivo Juan S Millán            | 15 marzo       | 20:15          |
| Rayos de Hermosillo        | 83-79          | Halcones de Ciudad Obregón | Arena Sonora                           | 15 marzo       | 20:15          |
| Astros de Jalisco          | 114-87         | Ostioneros de Guaymas      | Arena Astros                           | 16 marzo       | 18:15          |
| Venados de Mazatlán        | 70-87          | Zonkeys de Tijuana         | Lobo Dome                              | 16 marzo       | 18:15          |
| Frayles de Guasave         | 82-99          | Pioneros de Los Mochis     | Gimnasio "Luis Estrada Medina"         | 16 marzo       | 19:15          |
| Caballeros de Culiacán     | 69-77          | Ángeles de CDMX            | Polideportivo Juan S Millán            | 16 marzo       | 20:15          |
| Rayos de Hermosillo        | 90-67          | Halcones de Ciudad Obregón | Arena Sonora                           | 16 marzo       | 20:15          |
| Pioneros de Los Mochis     | 92-83          | Frayles de Guasave         | Centro de Usos Múltiples de Los Mochis | 17 marzo       | 17:15          |
| Venados de Mazatlán        | 97-107         | Ángeles de CDMX            | Lobo Dome                              | 19 marzo       | 20:15          |
| Rayos de Hermosillo        | 100-89         | Caballeros de Culiacán     | Arena Sonora                           | 19 marzo       | 20:15          |
| Ostioneros de Guaymas      | 95-92          | Frayles de Guasave         | Gimnasio Municipal de Guaymas          | 19 marzo       | 20:15          |
| Venados de Mazatlán        | 83-93          | Ángeles de CDMX            | Lobo Dome                              | 20 marzo       | 20:15          |
| Rayos de Hermosillo        | 87-81          | Caballeros de Culiacán     | Arena Sonora                           | 20 marzo       | 20:15          |
| Ostioneros de Guaymas      | 102-89         | Frayles de Guasave         | Gimnasio Municipal de Guaymas          | 20 marzo       | 20:15          |
| Ángeles de CDMX            | 82-74          | Zonkeys de Tijuana         | Gimnasio Olímpico Juan de la Barrera   | 22 marzo       | 19:45          |
| Astros de Jalisco          | 73-88          | Rayos de Hermosillo        | Arena Astros                           | 22 marzo       | 20:15          |
| Halcones de Ciudad Obregón | 100-86         | Venados de Mazatlán        | Arena ITSON                            | 22 marzo       | 20:15          |
| Ostioneros de Guaymas      | 95-83          | Pioneros de Los Mochis     | Gimnasio Municipal de Guaymas          | 22 marzo       | 20:15          |
| Caballeros de Culiacán     | 87-91          | Frayles de Guasave         | Polideportivo Juan S Millán            | 22 marzo       | 20:30          |
| Astros de Jalisco          | 92-67          | Rayos de Hermosillo        | Arena Astros                           | 23 marzo       | 18:15          |
| Ángeles de CDMX            | 76-112         | Zonkeys de Tijuana         | Gimnasio Olímpico Juan de la Barrera   | 23 marzo       | 20:00          |
| Halcones de Ciudad Obregón | 88-103         | Venados de Mazatlán        | Arena ITSON                            | 23 marzo       | 20:15          |
| Ostioneros de Guaymas      | 92-87          | Pioneros de Los Mochis     | Gimnasio Municipal de Guaymas          | 23 marzo       | 20:15          |
| Frayles de Guasave         | 102-107        | Caballeros de Culiacán     | Gimnasio "Luis Estrada Medina"         | 23 marzo       | 20:15          |
| Zonkeys de Tijuana         | 96-94          | Ostioneros de Guaymas      | Auditorio Zonkeys                      | 26 marzo       | 19:45          |
| Venados de Mazatlán        | 97-92          | Frayles de Guasave         | Lobo Dome                              | 26 marzo       | 20:15          |
| Caballeros de Culiacán     | 73-93          | Astros de Jalisco          | Polideportivo Juan S Millán            | 26 marzo       | 20:15          |
| Rayos de Hermosillo        | 80-84          | Ángeles de CDMX            | Arena Sonora                           | 26 marzo       | 20:15          |
| Pioneros de Los Mochis     | 75-86          | Halcones de Ciudad Obregón | Centro de Usos Múltiples de Los Mochis | 26 marzo       | 20:15          |
| Zonkeys de Tijuana         | 83-66          | Ostioneros de Guaymas      | Auditorio Zonkeys                      | 27 marzo       | 19:00          |
| Caballeros de Culiacán     | 69-80          | Astros de Jalisco          | Polideportivo Juan S Millán            | 27 marzo       | 20:15          |
| Rayos de Hermosillo        | 72-88          | Ángeles de CDMX            | Arena Sonora                           | 27 marzo       | 20:15          |
| Pioneros de Los Mochis     | 70-62          | Halcones de Ciudad Obregón | Centro de Usos Múltiples de Los Mochis | 27 marzo       | 20:15          |
| Venados de Mazatlán        | 95-86          | Frayles de Guasave         | Lobo Dome                              | 27 marzo       | 21:00          |
| Astros de Jalisco          | 88-78          | Venados de Mazatlán        | Arena Astros                           | 1 abril        | 20:15          |
| Astros de Jalisco          | 102-78         | Venados de Mazatlán        | Arena Astros                           | 2 abril        | 20:15          |
| Rayos de Hermosillo        | 85-87          | Zonkeys de Tijuana         | Arena Sonora                           | 2 abril        | 20:15          |
| Caballeros de Culiacán     | 78-93          | Pioneros de Los Mochis     | Polideportivo Juan S Millán            | 2 abril        | 20:15          |
| Ostioneros de Guaymas      | 76-80          | Ángeles de CDMX            | Gimnasio Municipal de Guaymas          | 2 abril        | 20:15          |
| Frayles de Guasave         | 100-91         | Halcones de Ciudad Obregón | Gimnasio "Luis Estrada Medina"         | 2 abril        | 20:15          |
| Rayos de Hermosillo        | 75-82          | Zonkeys de Tijuana         | Arena Sonora                           | 3 abril        | 20:15          |
| Caballeros de Culiacán     | 84-90          | Pioneros de Los Mochis     | Polideportivo Juan S Millán            | 3 abril        | 20:15          |
| Ostioneros de Guaymas      | 94-105         | Ángeles de CDMX            | Gimnasio Municipal de Guaymas          | 3 abril        | 20:15          |
| Frayles de Guasave         | 109-101        | Halcones de Ciudad Obregón | Gimnasio "Luis Estrada Medina"         | 3 abril        | 20:15          |
| Ángeles de CDMX            | 90-78          | Frayles de Guasave         | Gimnasio Olímpico Juan de la Barrera   | 5 abril        | 19:45          |
| Pioneros de Los Mochis     | 83-100         | Rayos de Hermosillo        | Centro de Usos Múltiples de Los Mochis | 5 abril        | 20:15          |
| Halcones de Ciudad Obregón | 101-97         | Caballeros de Culiacán     | Arena ITSON                            | 5 abril        | 20:15          |
| Venados de Mazatlán        | 92-71          | Ostioneros de Guaymas      | Lobo Dome                              | 5 abril        | 20:15          |
| Zonkeys de Tijuana         | 67-88          | Astros de Jalisco          | Auditorio Zonkeys                      | 5 abril        | 20:45          |
| Ángeles de CDMX            | 82-72          | Frayles de Guasave         | Gimnasio Olímpico Juan de la Barrera   | 6 abril        | 18:00          |
| Venados de Mazatlán        | 95-98          | Ostioneros de Guaymas      | Lobo Dome                              | 6 abril        | 18:15          |
| Pioneros de Los Mochis     | 93-101         | Rayos de Hermosillo        | Centro de Usos Múltiples de Los Mochis | 6 abril        | 19:15          |
| Zonkeys de Tijuana         | 92-86          | Astros de Jalisco          | Auditorio Zonkeys                      | 6 abril        | 19:45          |
| Halcones de Ciudad Obregón | 119-87         | Caballeros de Culiacán     | Arena ITSON                            | 6 abril        | 20:15          |
| Rayos de Hermosillo        | 76-102         | Astros de Jalisco          | Arena Sonora                           | 8 abril        | 20:15          |
| Ángeles de CDMX            | 87-68          | Venados de Mazatlán        | Gimnasio Olímpico Juan de la Barrera   | 9 abril        | 20:00          |
| Rayos de Hermosillo        | 100-92         | Astros de Jalisco          | Arena Sonora                           | 9 abril        | 20:15          |
| Caballeros de Culiacán     | 85-89          | Ostioneros de Guaymas      | Polideportivo Juan S Millán            | 9 abril        | 20:15          |
| Halcones de Ciudad Obregón | 83-92          | Zonkeys de Tijuana         | Arena ITSON                            | 9 abril        | 20:15          |
| Frayles de Guasave         | 102-100        | Pioneros de Los Mochis     | Gimnasio "Luis Estrada Medina"         | 9 abril        | 20:15          |
| Ángeles de CDMX            | 90-99          | Venados de Mazatlán        | Gimnasio Olímpico Juan de la Barrera   | 10 abril       | 20:00          |
| Caballeros de Culiacán     | 95-97          | Ostioneros de Guaymas      | Polideportivo Juan S Millán            | 10 abril       | 20:15          |
| Halcones de Ciudad Obregón | 87-82          | Zonkeys de Tijuana         | Arena ITSON                            | 10 abril       | 20:15          |
| Pioneros de Los Mochis     | 88-76          | Frayles de Guasave         | Centro de Usos Múltiples de Los Mochis | 10 abril       | 20:15          |
| Zonkeys de Tijuana         | 95-90          | Rayos de Hermosillo        | Auditorio Zonkeys                      | 12 abril       | 19:00          |
| Venados de Mazatlán        | 93-89          | Halcones de Ciudad Obregón | Lobo Dome                              | 12 abril       | 20:15          |
| Ostioneros de Guaymas      | 104-90         | Astros de Jalisco          | Gimnasio Municipal de Guaymas          | 12 abril       | 20:15          |
| Frayles de Guasave         | 101-106        | Caballeros de Culiacán     | Gimnasio "Luis Estrada Medina"         | 12 abril       | 20:15          |
| Pioneros de Los Mochis     | 94-92          | Ángeles de CDMX            | Centro de Usos Múltiples de Los Mochis | 12 abril       | 20:45          |
| Venados de Mazatlán        | 70-61          | Halcones de Ciudad Obregón | Lobo Dome                              | 13 abril       | 18:15          |
| Pioneros de Los Mochis     | 90-80          | Ángeles de CDMX            | Centro de Usos Múltiples de Los Mochis | 13 abril       | 19:15          |
| Zonkeys de Tijuana         | 102-90         | Rayos de Hermosillo        | Auditorio Zonkeys                      | 13 abril       | 19:45          |
| Caballeros de Culiacán     | 91-80          | Frayles de Guasave         | Polideportivo Juan S Millán            | 13 abril       | 20:15          |
| Ostioneros de Guaymas      | 83-104         | Astros de Jalisco          | Gimnasio Municipal de Guaymas          | 13 abril       | 20:15          |
| Frayles de Guasave         | 102-105        | Ángeles de CDMX            | Gimnasio "Luis Estrada Medina"         | 15 abril       | 20:15          |
| Frayles de Guasave         | 112-119        | Ángeles de CDMX            | Gimnasio "Luis Estrada Medina"         | 16 abril       | 20:15          |
| Halcones de Ciudad Obregón | 92-93          | Rayos de Hermosillo        | Arena ITSON                            | 16 abril       | 20:15          |
| Astros de Jalisco          | 102-71         | Pioneros de Los Mochis     | Arena Astros                           | 16 abril       | 20:15          |
| Ostioneros de Guaymas      | 107-108        | Venados de Mazatlán        | Gimnasio Municipal de Guaymas          | 16 abril       | 20:15          |
| Zonkeys de Tijuana         | 87-71          | Caballeros de Culiacán     | Auditorio Zonkeys                      | 16 abril       | 19:45          |
| Halcones de Ciudad Obregón | 103-92         | Rayos de Hermosillo        | Arena ITSON                            | 17 abril       | 20:15          |
| Astros de Jalisco          | 106-94         | Pioneros de Los Mochis     | Arena Astros                           | 17 abril       | 20:15          |
| Ostioneros de Guaymas      | 93-94          | Venados de Mazatlán        | Gimnasio Municipal de Guaymas          | 17 abril       | 20:15          |
| Zonkeys de Tijuana         | 81-69          | Caballeros de Culiacán     | Auditorio Zonkeys                      | 17 abril       | 19:45          |
| Venados de Mazatlán        | 95-91          | Astros de Jalisco          | Lobo Dome                              | 23 abril       | 20:15          |
| Rayos de Hermosillo        | 87-85          | Pioneros de Los Mochis     | Arena Sonora                           | 23 abril       | 20:15          |
| Rayos de Hermosillo        | 82-65          | Pioneros de Los Mochis     | Arena Sonora                           | 24 abril       | 20:15          |
| Venados de Mazatlán        | 88-80          | Astros de Jalisco          | Lobo Dome                              | 24 abril       | 20:15          |
| Ángeles de CDMX            | 105-101        | Rayos de Hermosillo        | Gimnasio Olímpico Juan de la Barrera   | 26 abril       | 20:00          |
| Pioneros de Los Mochis     | 94-90          | Ostioneros de Guaymas      | Centro de Usos Múltiples de Los Mochis | 26 abril       | 20:15          |
| Halcones de Ciudad Obregón | 103-97         | Frayles de Guasave         | Arena ITSON                            | 26 abril       | 20:15          |
| Astros de Jalisco          | 95-92          | Caballeros de Culiacán     | Arena Astros                           | 26 abril       | 20:15          |
| Zonkeys de Tijuana         | 86-78          | Venados de Mazatlán        | Auditorio Zonkeys                      | 26 abril       | 21:00          |
| Ángeles de CDMX            | 75-91          | Rayos de Hermosillo        | Gimnasio Olímpico Juan de la Barrera   | 27 abril       | 20:00          |
| Pioneros de Los Mochis     | 97-93          | Ostioneros de Guaymas      | Centro de Usos Múltiples de Los Mochis | 27 abril       | 20:15          |
| Halcones de Ciudad Obregón | 116-90         | Frayles de Guasave         | Arena ITSON                            | 27 abril       | 20:15          |
| Astros de Jalisco          | 113-87         | Caballeros de Culiacán     | Arena Astros                           | 27 abril       | 20:15          |
| Zonkeys de Tijuana         | 90-76          | Venados de Mazatlán        | Auditorio Zonkeys                      | 27 abril       | 20:45          |
| Caballeros de Culiacán     | 89-86          | Halcones de Ciudad Obregón | Polideportivo Juan S Millán            | 30 abril       | 20:15          |
| Frayles de Guasave         | 94-108         | Ostioneros de Guaymas      | Gimnasio "Luis Estrada Medina"         | 30 abril       | 20:15          |
| Frayles de Guasave         | 116-115        | Ostioneros de Guaymas      | Gimnasio "Luis Estrada Medina"         | 1 mayo         | 20:15          |
| Caballeros de Culiacán     | 79-91          | Halcones de Ciudad Obregón | Polideportivo Juan S Millán            | 1 mayo         | 20:15          |
| Ángeles de CDMX            | 90-95          | Astros de Jalisco          | Gimnasio Olímpico Juan de la Barrera   | 3 mayo         | 21:00          |
| Venados de Mazatlán        | 89-95          | Caballeros de Culiacán     | Lobo Dome                              | 3 mayo         | 20:15          |
| Rayos de Hermosillo        | 96-80          | Frayles de Guasave         | Arena Sonora                           | 3 mayo         | 20:15          |
| Halcones de Ciudad Obregón | 112-97         | Pioneros de Los Mochis     | Arena ITSON                            | 3 mayo         | 20:15          |
| Ostioneros de Guaymas      | 102-95         | Zonkeys de Tijuana         | Gimnasio Municipal de Guaymas          | 3 mayo         | 20:15          |
| Ángeles de CDMX            | 68-93          | Astros de Jalisco          | Gimnasio Olímpico Juan de la Barrera   | 4 mayo         | 20:00          |
| Caballeros de Culiacán     | 77-85          | Venados de Mazatlán        | Polideportivo Juan S Millán            | 4 mayo         | 20:15          |
| Rayos de Hermosillo        | 94-96          | Frayles de Guasave         | Arena Sonora                           | 4 mayo         | 20:15          |
| Halcones de Ciudad Obregón | 88-90          | Pioneros de Los Mochis     | Arena ITSON                            | 4 mayo         | 20:15          |
| Ostioneros de Guaymas      | 81-99          | Zonkeys de Tijuana         | Gimnasio Municipal de Guaymas          | 4 mayo         | 20:15          |
| Ángeles de CDMX            | 92-83          | Ostioneros de Guaymas      | Gimnasio Olímpico Juan de la Barrera   | 7 mayo         | 20:00          |
| Astros de Jalisco          | 83-102         | Zonkeys de Tijuana         | Arena Astros                           | 7 mayo         | 20:15          |
| Ángeles de CDMX            | 71-101         | Ostioneros de Guaymas      | Gimnasio Olímpico Juan de la Barrera   | 8 mayo         | 20:00          |
| Astros de Jalisco          | 95-90          | Zonkeys de Tijuana         | Arena Astros                           | 8 mayo         | 20:15          |
| Pioneros de Los Mochis     | 87-93          | Caballeros de Culiacán     | Centro de Usos Múltiples de Los Mochis | 11 mayo        | 19:15          |
| Rayos de Hermosillo        | 74-65          | Venados de Mazatlán        | Arena Sonora                           | 11 mayo        | 20:15          |
| Ostioneros de Guaymas      | 95-92          | Halcones de Ciudad Obregón | Gimnasio Municipal de Guaymas          | 11 mayo        | 20:15          |
| Frayles de Guasave         | 106-116        | Astros de Jalisco          | Gimnasio "Luis Estrada Medina"         | 11 mayo        | 20:15          |
| Zonkeys de Tijuana         | 111-100        | Ángeles de CDMX            | Auditorio Zonkeys                      | 11 mayo        | 19:45          |
| Pioneros de Los Mochis     | 91-94          | Caballeros de Culiacán     | Centro de Usos Múltiples de Los Mochis | 12 mayo        | 17:00          |
| Frayles de Guasave         | 112-126        | Astros de Jalisco          | Gimnasio "Luis Estrada Medina"         | 12 mayo        | 17:00          |
| Zonkeys de Tijuana         | 95-103         | Ángeles de CDMX            | Auditorio Zonkeys                      | 12 mayo        | 17:00          |
| Rayos de Hermosillo        | 88-71          | Venados de Mazatlán        | Arena Sonora                           | 12 mayo        | 18:15          |
| Ostioneros de Guaymas      | 81-103         | Halcones de Ciudad Obregón | Gimnasio Municipal de Guaymas          | 12 mayo        | 18:15          |
| Zonkeys de Tijuana         | 101-76         | Frayles de Guasave         | Auditorio Zonkeys                      | 14 mayo        | 19:45          |
| Venados de Mazatlán        | 94-87          | Pioneros de Los Mochis     | Lobo Dome                              | 14 mayo        | 20:15          |
| Caballeros de Culiacán     | 78-84          | Rayos de Hermosillo        | Polideportivo Juan S Millán            | 14 mayo        | 20:15          |
| Halcones de Ciudad Obregón | 96-93          | Ángeles de CDMX            | Arena ITSON                            | 14 mayo        | 20:15          |
| Zonkeys de Tijuana         | 89-74          | Frayles de Guasave         | Auditorio Zonkeys                      | 15 mayo        | 19:45          |
| Venados de Mazatlán        | 71-86          | Pioneros de Los Mochis     | Lobo Dome                              | 15 mayo        | 20:15          |
| Caballeros de Culiacán     | 72-94          | Rayos de Hermosillo        | Polideportivo Juan S Millán            | 15 mayo        | 20:15          |
| Halcones de Ciudad Obregón | 103-116        | Ángeles de CDMX            | Arena ITSON                            | 15 mayo        | 20:15          |
| Ángeles de CDMX            | 131-128        | Caballeros de Culiacán     | Gimnasio Olímpico Juan de la Barrera   | 17 mayo        | 19:45          |
| Rayos de Hermosillo        | 98-88          | Ostioneros de Guaymas      | Arena Sonora                           | 17 mayo        | 20:15          |
| Pioneros de Los Mochis     | 95-121         | Zonkeys de Tijuana         | Centro de Usos Múltiples de Los Mochis | 17 mayo        | 20:15          |
| Astros de Jalisco          | 103-85         | Halcones de Ciudad Obregón | Arena Astros                           | 17 mayo        | 20:15          |
| Frayles de Guasave         | 124-122        | Venados de Mazatlán        | Gimnasio "Luis Estrada Medina"         | 17 mayo        | 20:45          |
| Astros de Jalisco          | 104-100        | Halcones de Ciudad Obregón | Arena Astros                           | 18 mayo        | 18:00          |
| Ángeles de CDMX            | 93-96          | Caballeros de Culiacán     | Gimnasio Olímpico Juan de la Barrera   | 18 mayo        | 18:15          |
| Pioneros de Los Mochis     | 80-91          | Zonkeys de Tijuana         | Centro de Usos Múltiples de Los Mochis | 18 mayo        | 19:15          |
| Ostioneros de Guaymas      | 104-97         | Rayos de Hermosillo        | Gimnasio Municipal de Guaymas          | 18 mayo        | 20:15          |
| Frayles de Guasave         | 95-127         | Venados de Mazatlán        | Gimnasio "Luis Estrada Medina"         | 18 mayo        | 20:15          |

Fuente: Calendario Chevron CIBACOPA 2024

### Clasificación
|    | Equipo                      | JJ | JG | JP | PTS | PCT   | PF   | PC   | DIF  |
| -- | --------------------------- | -- | -- | -- | --- | ----- | ---- | ---- | ---- |
| 1  | Astros de Jalisco           | 18 | 14 | 4  | 32  | 0.778 | 91.6 | 80.9 | 10.6 |
| 2  | Zonkeys de Tijuana          | 18 | 14 | 4  | 32  | 0.778 | 89.4 | 82.7 | 6.7  |
| 3  | Ángeles de Ciudad de México | 18 | 13 | 5  | 31  | 0.722 | 90.7 | 86.2 | 4.5  |
| 4  | Rayos de Hermosillo         | 18 | 12 | 6  | 30  | 0.667 | 87.4 | 84.4 | 3.1  |
| 5  | Halcones de Ciudad Obregón  | 18 | 9  | 9  | 27  | 0.500 | 88.6 | 89.4 | -0.8 |
| 6  | Venados de Mazatlán         | 18 | 8  | 10 | 26  | 0.444 | 89.1 | 90.4 | -1.3 |
| 7  | Ostioneros de Guaymas       | 18 | 7  | 11 | 25  | 0.389 | 87.6 | 92.2 | -4.6 |
| 8  | Pioneros de Los Mochis      | 18 | 7  | 11 | 25  | 0.389 | 86.9 | 90.1 | -3.2 |
| 9  | Frayles de Guasave          | 18 | 4  | 14 | 22  | 0.222 | 89.2 | 95.1 | -5.9 |
| 10 | Caballeros de Culiacán      | 18 | 2  | 16 | 20  | 0.111 | 83.2 | 92.2 | -9.1 |

|    | Equipo                      | JJ | JG | JP | PTS | PCT   | PF    | PC    | DIF   |
| -- | --------------------------- | -- | -- | -- | --- | ----- | ----- | ----- | ----- |
| 1  | Zonkeys de Tijuana          | 18 | 14 | 4  | 32  | 0.778 | 94.9  | 85.2  | 9.8   |
| 2  | Astros de Jalisco           | 18 | 13 | 5  | 31  | 0.722 | 100.6 | 92.2  | 8.4   |
| 3  | Rayos de Hermosillo         | 18 | 11 | 7  | 29  | 0.611 | 91.1  | 88.3  | 2.8   |
| 4  | Venados de Mazatlán         | 18 | 10 | 8  | 28  | 0.556 | 89.4  | 90.1  | -0.6  |
| 5  | Halcones de Ciudad Obregón  | 18 | 8  | 10 | 26  | 0.444 | 93.9  | 92.0  | 1.9   |
| 6  | Ostioneros de Guaymas       | 18 | 8  | 10 | 26  | 0.444 | 95.2  | 95.8  | -0.6  |
| 7  | Ángeles de Ciudad de México | 18 | 8  | 10 | 26  | 0.444 | 95.0  | 97.7  | -2.7  |
| 8  | Caballeros de Culiacán      | 18 | 7  | 11 | 25  | 0.389 | 88.7  | 93.0  | -4.3  |
| 9  | Pioneros de Los Mochis      | 18 | 7  | 11 | 25  | 0.389 | 89.4  | 93.7  | -4.3  |
| 10 | Frayles de Guasave          | 18 | 4  | 14 | 22  | 0.222 | 96.3  | 106.8 | -10.5 |

Clasificación General
|    | Equipo                      | V1  | V2  | PTOS |
| -- | --------------------------- | --- | --- | ---- |
| 1  | Astros de Jalisco           | 10  | 9   | 19   |
| 2  | Zonkeys de Tijuana          | 9   | 10  | 19   |
| 3  | Rayos de Hermosillo         | 7   | 8   | 15   |
| 4  | Ángeles de Ciudad de México | 8   | 5   | 13   |
| 5  | Venados de Mazatlán         | 5.5 | 7   | 12.5 |
| 6  | Halcones de Ciudad Obregón  | 6   | 6   | 12   |
| 7  | Ostioneros de Guaymas       | 5   | 5.5 | 10.5 |
| 8  | Pioneros de Los Mochis      | 4.5 | 4   | 8.5  |
| 9  | Caballeros de Culiacán      | 3.5 | 4.5 | 8    |
| 10 | Frayles de Guasave          | 4   | 3.5 | 7.5  |

| Clasificado a los playoffs |

- Fuente: Standing; actualización automática

### Playoffs
|  | Cuartos de final      | Cuartos de final      | Cuartos de final      |         |   | Semifinales   | Semifinales   | Semifinales   |  |   | Final                  | Final                  | Final                  |  |
|  | 23 de mayo-5 de junio | 23 de mayo-5 de junio | 23 de mayo-5 de junio |         |   | 8-19 de junio | 8-19 de junio | 8-19 de junio |  |   | 22 de junio-3 de julio | 22 de junio-3 de julio | 22 de junio-3 de julio |  |
|  |                       |                       |                       |         |   |               |               |               |  |   |                        |                        |                        |  |
|  |                       |                       |                       |         |   |               |               |               |  |   |                        |                        |                        |  |
|  | 1                     | Astros                | 4                     |         |   |               |               |               |  |   |                        |                        |                        |  |
|  | 1                     | Astros                | 4                     |         |   |               |               |               |  |   |                        |                        |                        |  |
|  | 8                     | Pioneros              | 1                     |         |   |               |               |               |  |   |                        |                        |                        |  |
|  | 8                     | Pioneros              | 1                     |         | 1 | Astros        | 4             |               |  |   |                        |                        |                        |  |
|  |                       |                       |                       |         | 1 | Astros        | 4             |               |  |   |                        |                        |                        |  |
|  |                       |                       | 4                     | Ángeles | 2 |               |               |               |  |   |                        |                        |                        |  |
|  | 4                     | Ángeles               | 4                     | Ángeles | 2 | 4             |               |               |  |   |                        |                        |                        |  |
|  | 4                     | Ángeles               |                       |         |   |               |               |               |  |   |                        |                        |                        |  |
|  | 5                     | Venados               | 2                     |         |   |               |               |               |  |   |                        |                        |                        |  |
|  | 5                     | Venados               | 2                     |         |   |               |               |               |  | 1 | Astros                 | 0                      |                        |  |
|  |                       |                       |                       |         |   |               |               |               |  | 1 | Astros                 | 0                      |                        |  |
|  |                       |                       | 3                     | Rayos   | 4 |               |               |               |  |   |                        |                        |                        |  |
|  | 2                     | Zonkeys               | 3                     | Rayos   | 4 | 4             |               |               |  |   |                        |                        |                        |  |
|  | 2                     | Zonkeys               |                       |         |   |               |               |               |  |   |                        |                        |                        |  |
|  | 7                     | Ostioneros            | 1                     |         |   |               |               |               |  |   |                        |                        |                        |  |
|  | 7                     | Ostioneros            | 1                     |         | 2 | Zonkeys       | 2             |               |  |   |                        |                        |                        |  |
|  |                       |                       |                       |         | 2 | Zonkeys       | 2             |               |  |   |                        |                        |                        |  |
|  |                       |                       | 3                     | Rayos   | 4 |               |               |               |  |   |                        |                        |                        |  |
|  | 3                     | Rayos                 | 3                     | Rayos   | 4 | 4             |               |               |  |   |                        |                        |                        |  |
|  | 3                     | Rayos                 |                       |         |   |               |               |               |  |   |                        |                        |                        |  |
|  | 6                     | Halcones              | 3                     |         |   |               |               |               |  |   |                        |                        |                        |  |
|  | 6                     | Halcones              | 3                     |         |   |               |               |               |  |   |                        |                        |                        |  |
|  |                       |                       |                       |         |   |               |               |               |  |   |                        |                        |                        |  |

#### Cuartos de final

##### (1)Astros de Jaliscovs. (8)Pioneros de Los Mochis
| 23 de mayo, 20:15 hrs. | Astros de Jalisco                                                                  | 107–95               | Pioneros de Los Mochis                                                         | Guadalajara, JAL                                                  |  |
|                        | Parciales: 25-15, 23-26, 30-31, 29-23                                              |                      |                                                                                |                                                                   |  |
|                        | Estadísticas Jordan Loveridge (21) Kavell Bigby-Williams (16) Mikhael McKinney (7) | Reporte Pts Reb Asts | Estadísticas (22) Q. Davis, R. Putney (8) R. Putney, A. Allen (7) Qiydar Davis | Pabellón: Arena Astros Árbitros: A. Sánchez J. Salazar J. Galindo |  |

| 24 de mayo, 20:15 hrs. | Astros de Jalisco                                                                                   | 101–105              | Pioneros de Los Mochis                                           | Guadalajara, JAL                                             |  |
|                        | Parciales: 24-27, 25-29, 21-21, 31-28                                                               |                      |                                                                  |                                                              |  |
|                        | Estadísticas M. McKinney, K. Bigby-Williams (21) Demetrius Conger (7) M. McKinney, J. Loveridge (7) | Reporte Pts Reb Asts | Estadísticas (27) Qiydar Davis (8) Myles Carter (6) Amauri Hardy | Pabellón: Arena Astros Árbitros: R. Rodea A. Urbano E. Adame |  |

| 27 de mayo, 20:15 hrs. | Pioneros de Los Mochis                                          | 91–107               | Astros de Jalisco                                                           | Los Mochis, SIN                                                                              |  |
|                        | Parciales: 25-22, 20-20, 20-33, 26-32                           |                      |                                                                             |                                                                                              |  |
|                        | Estadísticas Amauri Hardy (26) Jared Frame (9) Amauri Hardy (6) | Reporte Pts Reb Asts | Estadísticas (25) Michael Bryson (8) D. Conger, M. Bryson (8) Mikh McKinney | Pabellón: Centro de Usos Múltiples de Los Mochis Árbitros: O. Bermúdez V. Torres L. Escobedo |  |

| 28 de mayo, 20:15 hrs. | Pioneros de Los Mochis                                          | 94–100               | Astros de Jalisco                                                                    | Los Mochis, SIN                                                                        |  |
|                        | Parciales: 24-22, 18-24, 23-33, 29-21                           |                      |                                                                                      |                                                                                        |  |
|                        | Estadísticas Jared Frame (33) Myles Carter (9) Amauri Hardy (8) | Reporte Pts Reb Asts | Estadísticas (22) Kavell Bigby-Williams (13) Kavell Bigby-Williams (7) Mikh McKinney | Pabellón: Centro de Usos Múltiples de Los Mochis Árbitros: A. López A. Peña P. Salgado |  |

| 30 de mayo, 20:15 hrs. | Pioneros de Los Mochis                                          | 82–114               | Astros de Jalisco                                                            | Los Mochis, SIN                                                                            |  |
|                        | Parciales: 17-26, 18-28, 22-30, 25-30                           |                      |                                                                              |                                                                                            |  |
|                        | Estadísticas Jared Frame (26) Myles Carter (14) Jared Frame (4) | Reporte Pts Reb Asts | Estadísticas (19) Demetrius Conger (8) Demetrius Conger (7) Jordan Loveridge | Pabellón: Centro de Usos Múltiples de Los Mochis Árbitros: O. Bermúdez A. Peña L. Escobedo |  |

##### (2)Zonkeys de Tijuanavs. (7)Ostioneros de Guaymas
| 23 de mayo, 20:00 hrs. | Zonkeys de Tijuana                                                    | 86–84                | Ostioneros de Guaymas                                                  | Tijuana, BC                                                             |  |
|                        | Parciales: 26-19, 17-14, 26-23, 17-28                                 |                      |                                                                        |                                                                         |  |
|                        | Estadísticas Arinze Chidom (23) Brandon McCoy (9) Joshua Webster (10) | Reporte Pts Reb Asts | Estadísticas (25) Iverson Molinar (7) Cullen Russo (6) Iverson Molinar | Pabellón: Auditorio Zonkeys Árbitros: K. Domínguez A. López A. Gallegos |  |

| 24 de mayo, 20:00 hrs. | Zonkeys de Tijuana                                                     | 66–78                | Ostioneros de Guaymas                                                | Tijuana, BC                                                            |  |
|                        | Parciales: 13-22, 19-18, 17-22, 17-16                                  |                      |                                                                      |                                                                        |  |
|                        | Estadísticas Joshua Webster (16) Tres jugadores (7) Joshua Webster (6) | Reporte Pts Reb Asts | Estadísticas (18) Quinton Rose (8) Anthony Smith (6) Wesley Saunders | Pabellón: Auditorio Zonkeys Árbitros: V. Torres J. Morales L. Escobedo |  |

| 27 de mayo, 20:15 hrs. | Ostioneros de Guaymas                                                  | 77–88                | Zonkeys de Tijuana                                                     | Guaymas, SON                                                                 |  |
|                        | Parciales: 22-16, 18-21, 20-25, 17-26                                  |                      |                                                                        |                                                                              |  |
|                        | Estadísticas Tres jugadores (16) Anthony Smith (8) Wesley Saunders (5) | Reporte Pts Reb Asts | Estadísticas (31) Brandon McCoy (9) Joshua Webster (12) Joshua Webster | Pabellón: Gimnasio Municipal de Guaymas Árbitros: R. Rodea A. Peña A. Urbano |  |

| 28 de mayo, 20:15 hrs. | Ostioneros de Guaymas                                                   | 92–102               | Zonkeys de Tijuana                                                       | Guaymas, SON                                                                        |  |
|                        | Parciales: 31-25, 23-20, 16-33, 22-24                                   |                      |                                                                          |                                                                                     |  |
|                        | Estadísticas Markel Crawford (22) Cuatro jugadores (5) Cullen Russo (4) | Reporte Pts Reb Asts | Estadísticas (27) Cameron Mitchell (16) Brandon McCoy (7) Joshua Webster | Pabellón: Gimnasio Municipal de Guaymas Árbitros: K. Domínguez A. Sánchez O. Tirado |  |

| 30 de mayo, 20:15 hrs. | Ostioneros de Guaymas                                                 | 104–109              | Zonkeys de Tijuana                                                          | Guaymas, SON                                                                     |  |
|                        | Parciales: 34-35, 28-26, 24-30, 18-18                                 |                      |                                                                             |                                                                                  |  |
|                        | Estadísticas Markel Crawford (26) Tres jugadores (4) Quinton Rose (4) | Reporte Pts Reb Asts | Estadísticas (22) Cameron Mitchell (8) Joirdon Nicholas (11) Joshua Webster | Pabellón: Gimnasio Municipal de Guaymas Árbitros: A. López P. Salgado A. Vázquez |  |

##### (3)Rayos de Hermosillovs. (6)Halcones de Ciudad Obregón
| 23 de mayo, 20:15 hrs. | Rayos de Hermosillo                                                  | 99–84                | Halcones de Ciudad Obregón                                              | Hermosillo, SON                                                |  |
|                        | Parciales: 22-18, 25-16, 31-32, 21-18                                |                      |                                                                         |                                                                |  |
|                        | Estadísticas Karim Rodríguez (25) Jamari Wheeler (9) Jimond Ivey (8) | Reporte Pts Reb Asts | Estadísticas (38) Tony Farmer (10) Tomas Nuno (11) Cleveland Thomas Jr. | Pabellón: Arena Sonora Árbitros: V. Torres A. Peña L. Escobedo |  |

| 24 de mayo, 20:15 hrs. | Rayos de Hermosillo                                                  | 73–82                | Halcones de Ciudad Obregón                                                    | Hermosillo, SON                                                  |  |
|                        | Parciales: 15-20, 19-12, 21-23, 18-27                                |                      |                                                                               |                                                                  |  |
|                        | Estadísticas Karim Rodríguez (20) Jimond Ivey (8) Jamari Wheeler (9) | Reporte Pts Reb Asts | Estadísticas (26) Tanksley Efianayi (9) Taylor Adway (5) J. Summers, T. Adway | Pabellón: Arena Sonora Árbitros: K. Domínguez A. López R. García |  |

| 27 de mayo, 20:15 hrs. | Halcones de Ciudad Obregón                                                           | 75–82                | Rayos de Hermosillo                                                  | Ciudad Obregón, SON                                             |  |
|                        | Parciales: 15-32, 16-17, 26-17, 18-16                                                |                      |                                                                      |                                                                 |  |
|                        | Estadísticas Cleveland Thomas Jr. (20) Tony Farmer (13) C. Thomas Jr., T. Farmer (3) | Reporte Pts Reb Asts | Estadísticas (29) Karim Rodríguez (9) Jimond Ivey (8) Jamari Wheeler | Pabellón: Arena ITSON Árbitros: A. Sánchez O. Tirado J. Salazar |  |

| 28 de mayo, 20:15 hrs. | Halcones de Ciudad Obregón                                        | 105–95               | Rayos de Hermosillo                                                     | Ciudad Obregón, SON                                           |  |
|                        | Parciales: 27-29, 25-17, 30-22, 23-27                             |                      |                                                                         |                                                               |  |
|                        | Estadísticas Tony Farmer (42) Tony Farmer (11) Jarvis Summers (5) | Reporte Pts Reb Asts | Estadísticas (23) Avelon John Jr. (9) Jorge Camacho (6) Karim Rodríguez | Pabellón: Arena ITSON Árbitros: R. Rodea A. Urbano J. Salazar |  |

| 30 de mayo, 20:15 hrs. | Halcones de Ciudad Obregón                                        | 101–87               | Rayos de Hermosillo                                                  | Ciudad Obregón, SON                                              |  |
|                        | Parciales: 28-28, 23-19, 24-21, 26-22                             |                      |                                                                      |                                                                  |  |
|                        | Estadísticas José Estrada (25) Tony Farmer (9) Jarvis Summers (7) | Reporte Pts Reb Asts | Estadísticas (24) Avelon John Jr. (5) Jimond Ivey (6) Jamari Wheeler | Pabellón: Arena ITSON Árbitros: K. Domínguez V. Torres O. Tirado |  |

| 4 de junio, 20:15 hrs. | Rayos de Hermosillo                                                             | 87–83                | Halcones de Ciudad Obregón                                     | Hermosillo, SON                                                     |  |
|                        | Parciales: 26-20, 17-19, 18-26, 26-18                                           |                      |                                                                |                                                                     |  |
|                        | Estadísticas Avelon John Jr (28) A. John Jr, J. Camacho (11) Jamari Wheeler (5) | Reporte Pts Reb Asts | Estadísticas (19) Tony Farmer (11) Tony Farmer (3) Tony Farmer | Pabellón: Arena Sonora Árbitros: O. Bermúdez A. Sánchez L. Escobedo |  |

| 5 de junio, 20:15 hrs. | Rayos de Hermosillo                                              | 84–72                | Halcones de Ciudad Obregón                                                        | Hermosillo, SON                  |  |
|                        | Parciales: 23-22, 22-10, 22-24, 17-16                            |                      |                                                                                   |                                  |  |
|                        | Estadísticas Jimond Ivey (21) Jahlil Tripp (11) Jahlil Tripp (4) | Reporte Pts Reb Asts | Estadísticas (22) T. Efianayi, T. Adway (9) Taylor Adway (5) Cleveland Thomas Jr. | Pabellón: Arena Sonora Árbitros: |  |

##### (4)Ángeles de Ciudad de Méxicovs. (5)Venados de Mazatlán
| 23 de mayo, 20:15 hrs. | Ángeles de Ciudad de México                                          | 93–86                | Venados de Mazatlán                                                                     | Ciudad de México                                                                       |  |
|                        | Parciales: 27-13, 30-19, 14-29, 22-25                                |                      |                                                                                         |                                                                                        |  |
|                        | Estadísticas Vander Blue II (25) Steph Branch (12) Alahjan Banks (6) | Reporte Pts Reb Asts | Estadísticas (25) Terrence Thompson (10) Terrence Thompson (5) K. Dawkins, J. Ledbetter | Pabellón: Gimnasio Olímpico Juan de la Barrera Árbitros: R. Rodea P. Salgado A. Urbano |  |

| 24 de mayo, 20:15 hrs. | Ángeles de Ciudad de México                                              | 92–91                | Venados de Mazatlán                                                       | Ciudad de México                                                                          |  |
|                        | Parciales: 24-17, 22-22, 22-24, 24-28                                    |                      |                                                                           |                                                                                           |  |
|                        | Estadísticas Johnny Hughes III (26) Dwayne Morgan (7) Tres jugadores (4) | Reporte Pts Reb Asts | Estadísticas (21) Kenny Dawkins (13) Terrence Thompson (4) Tres jugadores | Pabellón: Gimnasio Olímpico Juan de la Barrera Árbitros: A. Sánchez J. Salazar J. Galindo |  |

| 27 de mayo, 20:15 hrs. | Venados de Mazatlán                                                                  | 112–93               | Ángeles de Ciudad de México                                                 | Mazatlán, SIN                                                  |  |
|                        | Parciales: 29-29, 25-14, 33-27, 25-23                                                |                      |                                                                             |                                                                |  |
|                        | Estadísticas Jeff Ledbetter (39) Terrence Thompson (15) K. Dawkins, J. Ledbetter (9) | Reporte Pts Reb Asts | Estadísticas (24) Steph Branch (10) Steph Branch (5) S. Branch, V. Blue III | Pabellón: Lobo Dome Árbitros: A. López K. Domínguez P. Salgado |  |

| 28 de mayo, 20:15 hrs. | Venados de Mazatlán                                                       | 100–95               | Ángeles de Ciudad de México                                                  | Mazatlán, SIN                                                 |  |
|                        | Parciales: 27-24, 11-18, 29-25, 33-28                                     |                      |                                                                              |                                                               |  |
|                        | Estadísticas Jeff Ledbetter (31) Terrence Thompson (7) Jeff Ledbetter (9) | Reporte Pts Reb Asts | Estadísticas (22) Alahjan Banks (9) Dwayne Morgan (3) S. Branch, V. Blue III | Pabellón: Lobo Dome Árbitros: O. Bermúdez V. Torres R. García |  |

| 30 de mayo, 20:15 hrs. | Venados de Mazatlán                                                          | 78–102               | Ángeles de Ciudad de México                                                           | Mazatlán, SIN                                                |  |
|                        | Parciales: 16-25, 21-32, 17-24, 24-21                                        |                      |                                                                                       |                                                              |  |
|                        | Estadísticas Kenny Dawkins (16) Ruan Marques Miranda (11) Jeff Ledbetter (8) | Reporte Pts Reb Asts | Estadísticas (26) S. Branch, J. Hughes III (10) Johnny Hughes III (5) Vander Blue III | Pabellón: Lobo Dome Árbitros: R. Rodea A. Sánchez J. Salazar |  |

| 4 de junio, 20:15 hrs. | Ángeles de Ciudad de México                                                            | 124–116              | Venados de Mazatlán                                                       | Ciudad de México                                                                          |  |
|                        | Parciales: 27-26, 38-23, 31-32, 28-35                                                  |                      |                                                                           |                                                                                           |  |
|                        | Estadísticas S. Branch, V. Blue III (22) V. Blue III, A. Banks (9) Vander Blue III (6) | Reporte Pts Reb Asts | Estadísticas (22) Decensae White (9) Terrence Thompson (8) Jeff Ledbetter | Pabellón: Gimnasio Olímpico Juan de la Barrera Árbitros: K. Domínguez A. López H. Salinas |  |

#### Semifinales

##### (1)Astros de Jaliscovs. (4)Ángeles de Ciudad de México
| 8 de junio, 18:15 hrs. | Astros de Jalisco                                                              | 108–79               | Ángeles de Ciudad de México                                           | Guadalajara, JAL                                                     |  |
|                        | Parciales: 38-23, 22-24, 32-17, 16-15                                          |                      |                                                                       |                                                                      |  |
|                        | Estadísticas Jordan Loveridge (27) Jordan Loveridge (10) Mikhael McKinney (10) | Reporte Pts Reb Asts | Estadísticas (16) Alahjan Banks (8) William Yoakum (4) Vander Blue II | Pabellón: Arena Astros Árbitros: O. Bermúdez K. Domínguez J. Galindo |  |

| 9 de junio, 17:15 hrs. | Astros de Jalisco                                                             | 101–95               | Ángeles de Ciudad de México                                                        | Guadalajara, JAL                                               |  |
|                        | Parciales: 19-27, 25-18, 28-26, 29-24                                         |                      |                                                                                    |                                                                |  |
|                        | Estadísticas Jordan Loveridge (22) Jordan Loveridge (11) Jordan Loveridge (7) | Reporte Pts Reb Asts | Estadísticas (29) Stephaun Branch (14) Stephaun Branch (5) S. Branch, [Vander Blue | Pabellón: Arena Astros Árbitros: R. Rodea A. Sánchez O. Tirado |  |

| 12 de junio, 20:15 hrs. | Ángeles de Ciudad de México                                             | 114–90               | Astros de Jalisco                                                                  | Ciudad de México                                                                            |  |
|                         | Parciales: 33-19, 33-31, 29-19, 19-21                                   |                      |                                                                                    |                                                                                             |  |
|                         | Estadísticas William Yoakum (28) William Yoakum (11) Tres jugadores (4) | Reporte Pts Reb Asts | Estadísticas (17) Demetrius Conger (13) Kavell Bigby-Williams (4) Jordan Loveridge | Pabellón: Gimnasio Olímpico Juan de la Barrera Árbitros: O. Bermúdez L. Escobedo P. Salgado |  |

| 13 de junio, 18:15 hrs. | Ángeles de Ciudad de México                                             | 92–99                | Astros de Jalisco                                                                  | Ciudad de México                                                                         |  |
|                         | Parciales: 18-19, 25-29, 20-19, 29-32                                   |                      |                                                                                    |                                                                                          |  |
|                         | Estadísticas Stephaun Branch (27) William Yoakum (8) William Yoakum (4) | Reporte Pts Reb Asts | Estadísticas (25) Mikhael McKinney (13) Kavell Bigby-Williams (6) Mikhael McKinney | Pabellón: Gimnasio Olímpico Juan de la Barrera Árbitros: O. Bermúdez A. López A. Sánchez |  |

| 15 de junio, 20:15 hrs. | Ángeles de Ciudad de México                                                          | 96–88                | Astros de Jalisco                                                                  | Ciudad de México                                                                        |  |
|                         | Parciales: 21-23, 28-19, 16-33, 31-13                                                |                      |                                                                                    |                                                                                         |  |
|                         | Estadísticas Johnny Hughes III (24) Nana Hyeakuro Opoku (7) V. Blue II, A. Banks (5) | Reporte Pts Reb Asts | Estadísticas (21) Demetrius Conger (14) Kavell Bigby-Williams (3) Cuatro jugadores | Pabellón: Gimnasio Olímpico Juan de la Barrera Árbitros: R. Rodea J. Salazar J. Galindo |  |

| 18 de junio, 20:15 hrs. | Astros de Jalisco                                                         | 108–98               | Ángeles de Ciudad de México                                              | Guadalajara, JAL                                                   |  |
|                         | Parciales: 31-19, 24-23, 31-35, 22-21                                     |                      |                                                                          |                                                                    |  |
|                         | Estadísticas Demetrius Conger (26) Lance Thomas (13) Jordan Loveridge (5) | Reporte Pts Reb Asts | Estadísticas (19) Raúl Olalde (6) Nana Hyeakuro Opoku (4) Vander Blue II | Pabellón: Arena Astros Árbitros: K. Domínguez A. Sánchez R. García |  |

##### (2)Zonkeys de Tijuanavs. (3)Rayos de Hermosillo
| 8 de junio, 20:00 hrs. | Zonkeys de Tijuana                                                       | 102–105              | Rayos de Hermosillo                                                  | Tijuana, BC                                                           |  |
|                        | Parciales: 29-22, 20-36, 26-17, 27-30                                    |                      |                                                                      |                                                                       |  |
|                        | Estadísticas Cameron Mitchell (24) Arinze Chidom (8) Joshua Webster (12) | Reporte Pts Reb Asts | Estadísticas (28) Avelon John Jr. (8) Jorge Camacho (10) Jimond Ivey | Pabellón: Auditorio Zonkeys Árbitros: R. Rodea A. Sánchez E. Patricio |  |

| 9 de junio, 19:00 hrs. | Zonkeys de Tijuana                                                      | 98–77                | Rayos de Hermosillo                                             | Tijuana, BC                                                              |  |
|                        | Parciales: 22-16, 31-16, 20-15, 25-30                                   |                      |                                                                 |                                                                          |  |
|                        | Estadísticas Brandon McCoy (25) Joirdon Nicholas (12) Arinze Chidom (6) | Reporte Pts Reb Asts | Estadísticas (19) Diego Willis (6) Jimond Ivey (3) Diego Willis | Pabellón: Auditorio Zonkeys Árbitros: O. Bermúdez K. Domínguez R. García |  |

| 12 de junio, 20:15 hrs. | Rayos de Hermosillo                                              | 99–79                | Zonkeys de Tijuana                                                       | Hermosillo, SON                                               |  |
|                         | Parciales: 25-11, 31-24, 20-18, 23-26                            |                      |                                                                          |                                                               |  |
|                         | Estadísticas Jimond Ivey (20) Jeff Ayres (9) Jamari Wheeler (10) | Reporte Pts Reb Asts | Estadísticas (22) Brandon McCoy (10) Joirdon Nicholas (8) Joshua Webster | Pabellón: Arena Sonora Árbitros: R. Rodea A. López J. Salazar |  |

| 13 de junio, 20:15 hrs. | Rayos de Hermosillo                                                     | 71–77                | Zonkeys de Tijuana                                                           | Hermosillo, SON                                                     |  |
|                         | Parciales: 23-27, 15-18, 13-21, 20-11                                   |                      |                                                                              |                                                                     |  |
|                         | Estadísticas Karim Rodríguez (25) Jamari Wheeler (7) Jamari Wheeler (8) | Reporte Pts Reb Asts | Estadísticas (19) Joshua Webster (8) Alex Williams (5) J. Webster, A. Chidom | Pabellón: Arena Sonora Árbitros: K. Domínguez L. Escobedo O. Tirado |  |

| 15 de junio, 20:15 hrs. | Rayos de Hermosillo                                                       | 98–88                | Zonkeys de Tijuana                                                        | Hermosillo, SON                  |  |
|                         | Parciales: 26-23, 24-15, 30-18, 18-32                                     |                      |                                                                           |                                  |  |
|                         | Estadísticas Karim Rodríguez (24) Jamari Wheeler (11) Karim Rodríguez (6) | Reporte Pts Reb Asts | Estadísticas (28) Cameron Mitchell (11) Joshua Webster (4) Joshua Webster | Pabellón: Arena Sonora Árbitros: |  |

| 17 de junio, 20:30 hrs. | Zonkeys de Tijuana                                                     | 70–79                | Rayos de Hermosillo                                             | Tijuana, BC                                                          |  |
|                         | Parciales: 21-16, 24-22, 15-17, 10-24                                  |                      |                                                                 |                                                                      |  |
|                         | Estadísticas Alex Williams (21) Arinze Chidom (10) Joshua Webster (10) | Reporte Pts Reb Asts | Estadísticas (24) Jimond Ivey (9) Anthony Tarke (6) Jimond Ivey | Pabellón: Auditorio Zonkeys Árbitros: R. Rodea A. Vázquez J. Salazar |  |

#### Final

##### (1)Astros de Jaliscovs. (3)Rayos de Hermosillo
| 22 de junio, 18:00 hrs. | Astros de Jalisco                                                            | 75–96                | Rayos de Hermosillo                                                               | Guadalajara, JAL                                                   |  |
|                         | Parciales: 25-23, 20-29, 19-21, 11-23                                        |                      |                                                                                   |                                                                    |  |
|                         | Estadísticas Mikhael McKinney (21) Demetrius Conger (9) Mikhael McKinney (5) | Reporte Pts Reb Asts | Estadísticas (22) Jeffrey Ledbetter (13) Jeffrey Ledbetter (11) Jeffrey Ledbetter | Pabellón: Arena Astros Árbitros: O. Bermúdez L. Escobedo V. Torres |  |

| 23 de junio, 17:00 hrs. | Astros de Jalisco                                                                     | 91–98                | Rayos de Hermosillo                                                            | Guadalajara, JAL                                                |  |
|                         | Parciales: 19-28, 20-24, 30-20, 22-26                                                 |                      |                                                                                |                                                                 |  |
|                         | Estadísticas Michael Bryson (18) Kavell Bigby-Williams (9) D. Conger, J. Anderson (6) | Reporte Pts Reb Asts | Estadísticas (30) Jimond Ivey (8) Jeffrey Ledbetter (5) J. Ledbetter, J. Ayres | Pabellón: Arena Astros Árbitros: R. Rodea A. Sánchez J. Morales |  |

| 26 de junio, 21:00 hrs. | Rayos de Hermosillo                                                  | 96–94                | Astros de Jalisco                                                                   | Hermosillo, SON                                                 |  |
|                         | Parciales: 28-17, 12-21, 24-21, 16-21 (T.E.: 16-14)                  |                      |                                                                                     |                                                                 |  |
|                         | Estadísticas Jimond Ivey (21) Jeffrey Ayres (10) Jeff Ledbetter (11) | Reporte Pts Reb Asts | Estadísticas (28) Demetrius Conger (19) Kavell Bigby-Williams (10) Mikhael McKinney | Pabellón: Arena Sonora Árbitros: O. Bermúdez A. López O. Tirado |  |

| 27 de junio, 21:00 hrs. | Rayos de Hermosillo                                                                 | 107–89               | Astros de Jalisco                                                         | Hermosillo, SON                  |  |
|                         | Parciales: 33-25, 24-15, 26-26, 24-23                                               |                      |                                                                           |                                  |  |
|                         | Estadísticas J. Ivey, J. Ledbetter (22) A. Tarke, J. Ayres (10) Jeff Ledbetter (11) | Reporte Pts Reb Asts | Estadísticas (25) Jordan Loveridge (11) Lance Thomas (5) Mikhael McKinney | Pabellón: Arena Sonora Árbitros: |  |

### Juego de Estrellas
El Juego de Estrellas 2024 se llevó a cabo en Ciudad Obregón en casa de los Halcones, el fin de semana del 19 y 20 de abril en la Arena ITSON 
La Zona Norte, gracias a un esfuerzo titánico, logró quedarse con la victoria por un marcador final de 79 a 70  sobre la Zona Sur.
Reconocimientos y concursos: 
- Concurso de tiros de tres puntos: Jordan Allen de los "Pioneros de Los Mochis" se coronó campeón del concurso de triples, demostrando su gran puntería y precisión.
- Concurso de clavadas: Alonzo Staffrod Jr. de los "Venados de Mazatlán" dejó al público sin aliento con sus espectaculares clavadas, ganando el concurso y encendiendo la Arena Itson.
- Jugador Más Valioso (MVP): Jordan Allen, gracias a su destacada actuación, incluyendo 31 puntos anotados, fue elegido como el MVP del Juego de Estrellas.

### Líderes

#### Puntos
| Jugador                    | Equipo                     | Promedio |
| -------------------------- | -------------------------- | -------- |
| Anthony Christopher Farmer | Halcones de Ciudad Obregón | 23.7     |
| Jimond Ray Ivey            | Rayos de Hermosillo        | 20.9     |
| David Lee Sloan Jr.        | Frayles de Guasave         | 20.9     |
| Torren Lorenzo Jones       | Frayles de Guasave         | 20.4     |
| Jordan Michael Allen       | Pioneros de Los Mochis     | 20.4     |

#### Rebotes
| Jugador                      | Equipo                     | Promedio |
| ---------------------------- | -------------------------- | -------- |
| Torren Lorenzo Jones         | Frayles de Guasave         | 10.7     |
| Kavell Bigby-Williams        | Astros de Jalisco          | 10.3     |
| Raphiael Rashad Putney       | Pioneros de Los Mochis     | 10.0     |
| Anthony Christopher Farmer   | Halcones de Ciudad Obregón | 9.2      |
| Joao Vitor Franca Dos Santos | Zonkeys de Tijuana         | 8.4      |

#### Asistencias
| Jugador                     | Equipo                 | Promedio |
| --------------------------- | ---------------------- | -------- |
| Joshua Webster Hanks        | Zonkeys de Tijuana     | 9.2      |
| Jeffrey Kyle Ledbetter      | Venados de Mazatlán    | 7.1      |
| David Lee Sloan Jr.         | Frayles de Guasave     | 6.4      |
| Jerime Anthony Anderson     | Astros de Jalisco      | 5.8      |
| Delano Demetrius Spencer II | Caballeros de Culiacán | 5.5      |

#### Robos
| Jugador                | Equipo                 | Promedio |
| ---------------------- | ---------------------- | -------- |
| Jeffrey Kyle Ledbetter | Venados de Mazatlán    | 2.2      |
| David Lee Sloan Jr.    | Frayles de Guasave     | 2.0      |
| Joshua Webster Hanks   | Zonkeys de Tijuana     | 1.9      |
| Michael Irvin Henry    | Frayles de Guasave     | 1.7      |
| Michael Jackson Wright | Caballeros de Culiacán | 1.7      |

#### Bloqueos
| Jugador                      | Equipo                 | Promedio |
| ---------------------------- | ---------------------- | -------- |
| Raphiael Rashad Putney       | Pioneros de Los Mochis | 2.5      |
| Kavell Bigby-Williams        | Astros de Jalisco      | 1.6      |
| Joao Vitor Franca Dos Santos | Zonkeys de Tijuana     | 1.5      |
| Arinze Chidom                | Zonkeys de Tijuana     | 1.2      |
| Mario Jaquan Kegler          | Frayles de Guasave     | 1.2      |

 =  Cuenta con nacionalidad mexicana. 
- Fuente: Líderes;

Actualizado al 18 de mayo de 2024.

### Premios

#### Designaciones
| Designación        | Ganador                                           |
| ------------------ | ------------------------------------------------- |
| Novato del Año     | Diego Armando Willis Orozco (Rayos de Hermosillo) |
| Entrenador del Año | Walter McCarthy (Rayos de Hermosillo)             |
| MVP                | Jeffrey Kyle Ledbetter (Venados de Mazatlán)      |
| MVP Final          | Jimond Ray Ivey (Rayos de Hermosillo)             |

 =  Cuenta con nacionalidad mexicana. 
| Posición | 5 Ideal                                      | 5 Ideal Mexicano                                     |
| -------- | -------------------------------------------- | ---------------------------------------------------- |
| PG       | David Lee Sloan Jr. (Frayles de Guasave)     | Moisés Emilio Andriassi Quintana (Astros de Jalisco) |
| SG       | Jeffrey Kyle Ledbetter (Venados de Mazatlán) | Diego Armando Willis Orozco (Rayos de Hermosillo)    |
| SF       | Jimond Ray Ivey (Rayos de Hermosillo)        | Joel Fernando Reynoso Orozco (Zonkeys de Tijuana)    |
| PF       | Demetrius Conger (Astros de Jalisco)         | Jorge Manuel Camacho Federico (Rayos de Hermosillo)  |
| C        | Kavell Bigby-Williams (Astros de Jalisco)    | José Miguel Martínez Crespo (Caballeros de Culiacán) |

 =  Cuenta con nacionalidad mexicana. 